# Clayton-Fahrzeug A
Das Clayton-Fahrzeug A war ein Desinfektions- und Feuerlöschfahrzeug in der Kolonie Deutsch-Ostafrika.

## Geschichte

Clayton-Apparat der Norddeutschen Maschinen- und Armaturenfabrik in Bremen

Das Clayton-Fahrzeug A wurde 1906 in Bremen im Auftrag der Kolonialabteilung für die Hafenbehörde Daressalam als Desinfektions- und Feuerlöschfahrzeug gebaut. Es war ausgerüstet mit einer Feuerlöschpumpe mit einer Leistung von 150 t Wasser pro Stunde und einem „Clayton-Apparat Typ B“. In dem Apparat wurde Schwefel mittels Gebläseluft zu Schwefeldioxid verbrannt. Pro Stunde ließen sich etwa 1.000 Kubikmeter Schwefelgas erzeugen. Das Fahrzeug konnte 4 t Kohle und 2 t Schwefel als Betriebsmittel für den Desinfektionsapparate und die Löschpumpe an Bord nehmen.

### Einsatz
Die Verbrennungsgase konnten nach Abkühlung durch maschinelle Vorrichtungen in Räume eingeleitet werden. Dieses Verfahren wurde zur Schwefelräucherung auf Schiffen eingesetzt, um die Brut von Stechmücken und Ratten durch Begasung zu vernichten. Damit sollte die in Daressalam auftretende Pest bekämpft werden. Mit dem schwimmenden Clayton-Apparat des nach ihm benannten Gefährtes wurden Schiffe oder ggf. auch andere von See aus zugängliche mögliche Brutplätze der Anopheles-Mücke ausgeräuchert. Die Desinfektion eines Schiffes erfolgte auf Anordnung der Medizinalbehörde bzw. des Hafenarztes oder auf privaten Antrag. Die Kosten betrugen je nach Größe des Schiffes und den zu desinfizierenden Schiffsräumen 30 bis 275 Rupien. Für die Entgegennahme der Anträge und der Gebühren war die Hafenbehörde zuständig.

### Verbleib
Ende 1906 wurde das Desinfektions- und Feuerlöschfahrzeug von der Prinzessin von Deutschland nach Daressalam überführt. Der Röhrenkessel des Fahrzeugs diente nicht als Schiffsantrieb, sondern dem Betrieb der Schwefel- und Pumpenanlage. Die Fortbewegung im Hafen Daressalam geschah per Schlepp. Ein Ruder ist auf Bauzeichnungen erkennbar. Sein weiterer Verbleib ist nicht bekannt.